# 오노 다카시 (체조 선수)
오노 다카시(小野 喬, 1931년 7월 26일 ~ )는 일본의 체조 선수이다. 1952년, 1956년, 1960년, 1964년 올림픽에 참가하여, 5개의 금메달과 4개의 은메달, 4개의 동메달을 획득했다. 1960년 올림픽의 기수를 맡았으며, 1964년 도쿄 올림픽에서는 올림픽 선서를 하기도 했다. 